# Gaivota-hiperbórea

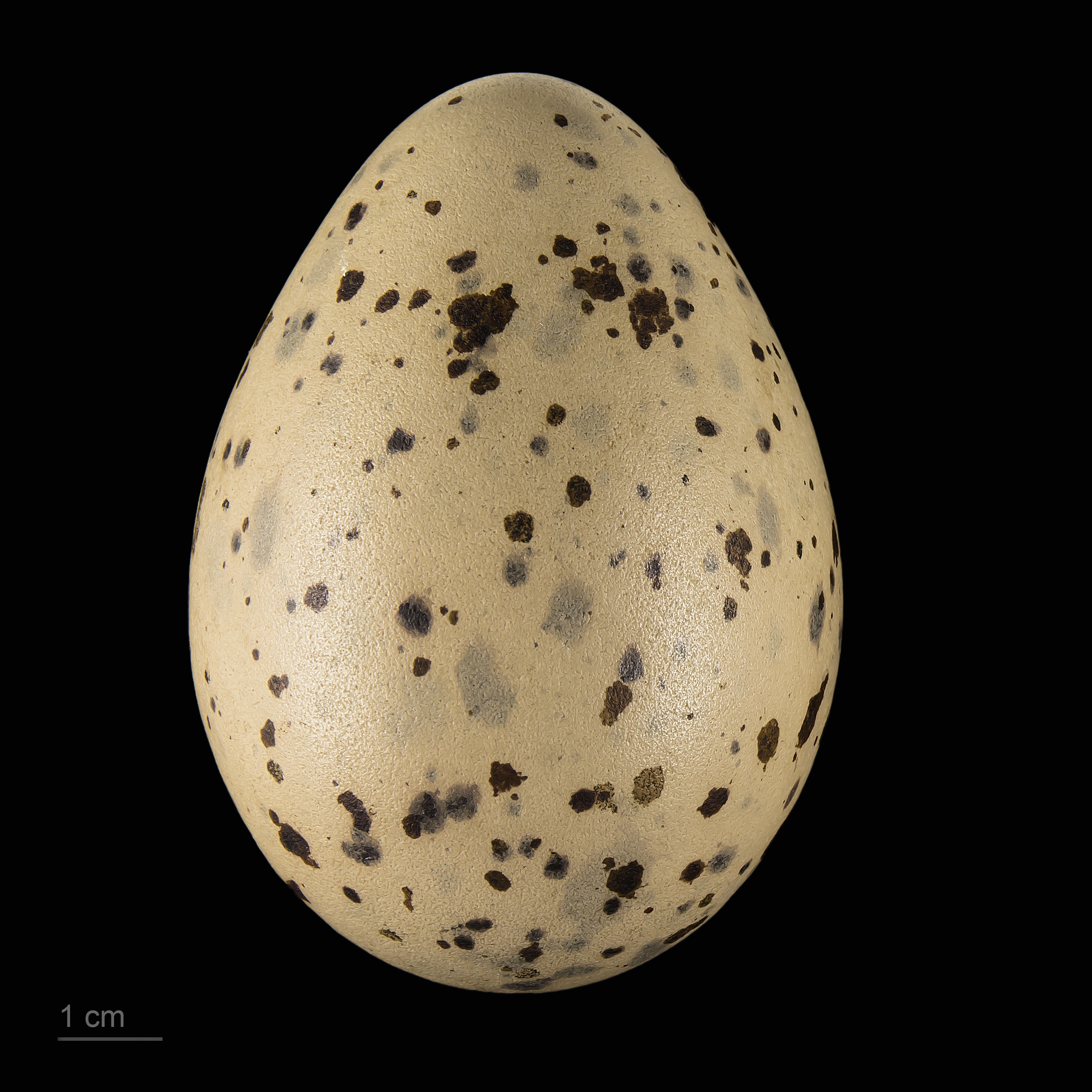
Larus hyperboreus - MHNT

Gaivota-hiperbórea ou gaivotão-branco (Larus hyperboreus) é uma das maiores gaivotas europeias. A sua área de nidificação situa-se a norte do Círculo Polar Árctico e abrange a Islândia, o arquipélago de Svalbard e a costa norte da Rússia. Inverna ao largo das Ilhas Britânicas, da Noruega e da Islândia. Tal como outras aves de latitudes elevadas, esta gaivota caracteriza-se pelos tons muito claros da sua plumagem.
Portugal situa-se muito a sul da zona normal de invernada desta espécie e por esse motivo a gaivota-hiperbórea é muito rara na Península Ibérica. Existem algumas observações, efectuadas geralmente nos meses mais frios e referentes a aves em plumagem de 1º Inverno.
Em Janeiro de 2009 houve em Portugal um influxo de aves desta espécie, que foi observada em números invulgarmente elevados, juntamente com um grande número de gaivotas-polares.